# Gq (protéine)
 (juin 2015).
Si vous disposez d'ouvrages ou d'articles de référence ou si vous connaissez des sites web de qualité traitant du thème abordé ici, merci de compléter l'article en donnant les références utiles à sa vérifiabilité et en les liant à la section « Notes et références ».
Les protéines Gq font partie de la famille des protéines G associées à un récepteur. Il s'agit entre autres de récepteur sensible à l'acétylcholine de type muscarinique. Elles s'expriment dans les cardiomyocytes, les cellules musculaires lisses, les plaquettes sanguines et dans l'hypothalamus.
Ces protéines sont constitués de trois sous-unités respectivement appelées α, β, γ, d'où leur nom de protéines hétérotrimétriques. Mais seule la première de ces sous-unités est capable de fixer une molécule de GDP (guanosine diphosphate) ou GTP (guanosine triphosphate).
Il existe quatre sous-familles de sous-unités alpha pour les récepteurs couplés aux protéines G (GPCR). La sous-unité αq est celle qui spécifie la famille des protéines Gq.

## Fonctionnement du récepteur couplé à la protéine hétérotrimérique Gq
La réception du ligand provoque la mise en action de la protéine Gq sous forme liée au GTP, ce qui conduit à sa translocation vers la phospholipase Cβ, qui catalyse la réaction PIP2 (voir phospholipase).
PIP2 (Phosphatidylinositol bisphosphate) → IP3 (Inositol trisphosphate) + DAG (diacylglycérol).
IP3 s'associe à un canal du réticulum endoplasmique, ce qui provoque la libération de Ca2+ (ion calcium). Le DAG active la PKC (protéine sérine thréonine kinase calcium dépendante), suffisamment activée habituellement par le taux normal de calcium.
La PKC engendre alors une cascade de phosphorylation, ne passant pas nécessairement par les protéines RAS et RAF, et qui finit par activer une MAP kinase ((en) Mitogen-activated protein kinase) conduisant à l'activation de facteurs transcriptionnels AP-1[réf. souhaitée]